# Owain Doull
Owain Doull (ur. 2 maja 1993 w Cardiff) – walijski kolarz torowy i szosowy, złoty medalista igrzysk olimpijskich, mistrzostw Europy, srebrny medalista mistrzostw świata. Zawodnik profesjonalnej grupy Team Ineos.
Swoją karierę rozpoczął od zdobywania medali na mistrzostwach Europy juniorów w kolarstwie torowym w 2011 roku, dwa lata później zwyciężył po raz pierwszy na mistrzostwach Europy seniorów, w 2015 i 2016 roku zdobył srebrne medale mistrzostw świata, dwukrotnie przegrywając z reprezentacją Australii. Podczas Letnich Igrzysk Olimpijskich 2016 zdobył złoto, bijąc wraz z drużyną rekord świata w wyścigu drużynowym na 4000 m na dochodzenie.

## Najważniejsze osiągnięcia

### kolarstwo torowe
2010
- 2. miejsce w mistrzostwach świata juniorów (druż. na dochodzenie)

2011
- 1. miejsce w mistrzostwach Europy juniorów (druż. na dochodzenie)
- 2. miejsce w mistrzostwach Europy juniorów (ind. na dochodzenie)
- 3. miejsce w mistrzostwach Europy juniorów (omnium)
- 1. miejsce w mistrzostwach Wielkiej Brytanii juniorów (wyścig punktowy)

2012
- 1. miejsce w mistrzostwach Wielkiej Brytanii (ind. na dochodzenie)

2013
- 1. miejsce w mistrzostwach Europy (druż. na dochodzenie)

2014
- 1. miejsce w mistrzostwach Europy (druż. na dochodzenie)

2015
- 1. miejsce w mistrzostwach Europy (druż. na dochodzenie)
- 2. miejsce w mistrzostwach świata (druż. na dochodzenie)

2016
- 1. miejsce w igrzyskach olimpijskich (druż na dochodzenie)
- 2. miejsce w mistrzostwach świata (druż. na dochodzenie)

### kolarstwo szosowe
2011
- 2. miejsce (wyścig indywidualny ze startu wspólnego) i 3. miejsce (wyścig drużynowy ze startu wspólnego) na Igrzyskach Wspólnoty Narodów Młodzieży

2013
- 4. miejsce w ZLM-Roompot Tour

2014
- 1. miejsce w Le Triptyque des Monts et Châteaux
  - 1. miejsce na 3. etapie
- 4. miejsce w Ronde van Vlaanderen Beloften

2015
- 3. miejsce w Tour of Britain
- 1. miejsce na 3. i 4. etapie Flèche du Sud
- 2. miejsce w Le Triptyque des Monts et Châteaux
- 2. miejsce w La Côte Picarde

2017
- 3. miejsce w mistrzostwach świata (jazda druż. na czas)
- 7. miejsce w Tour du Poitou-Charentes
- 9. miejsce w Tour of Britain

2019
- 1. miejsce na 3. etapie Herald Sun Tour
- 2. miejsce w Kuurne-Bruksela-Kuurne
- 9. miejsce w Cadel Evans Great Ocean Road Race

2020
- 1. miejsce na 4. etapie Tour de La Provence

2021
- 1. miejsce na 3. etapie Tour of Britain (jazda drużynowa na czas)